# Turan Air

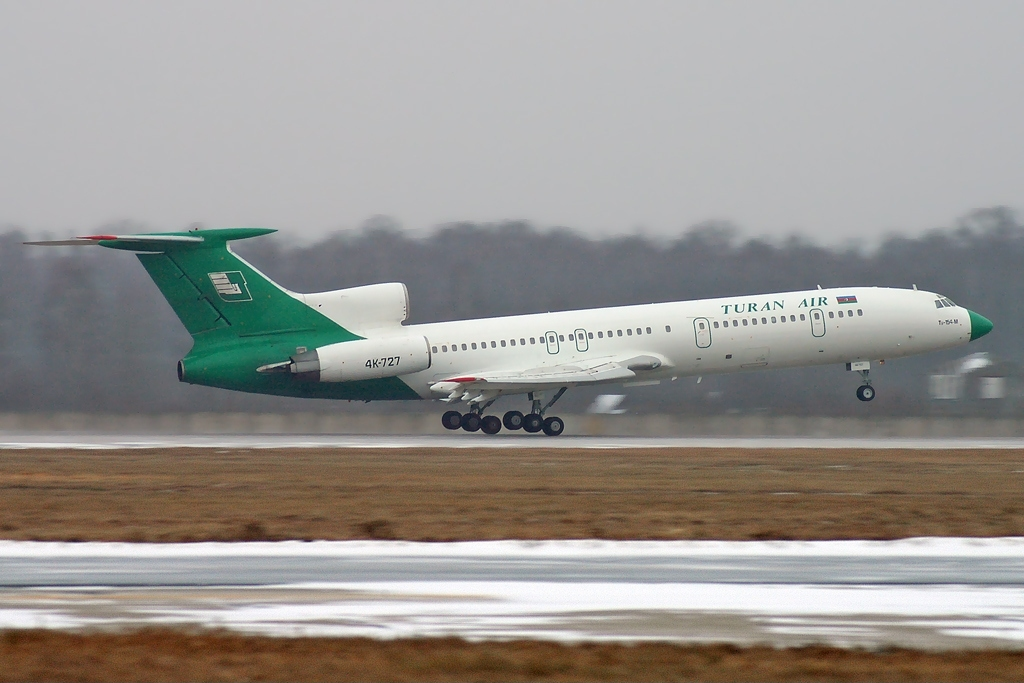
Ту-154 авиакомпании Turan Air в аэропорту Домодедово в 2008 году

Turan Air — первая частная азербайджанская авиакомпания.
Базовым аэропортом авиакомпании был Международный аэропорт Гейдар Алиев, штаб-квартира располагалась в Баку
Авиакомпания выполняла как регулярные, так и чартерные рейсы. Прекратила деятельность в 2013 году.

## История
Авиакомпания была основана в 1994 году, как азербайджано-британское совместное предприятие.
30 июня 1995 года начала выполнять первые рейсы.
Прекратила свою деятельность в 2013 году.

## Направления
Авиакомпания выполняла рейсы, как внутри Азербайджана, так и международные — в страны СНГ, в том числе Россию, и в Стамбул.

## Флот
Флот авиакомпании состоял из 5 самолётов Ту-154М.

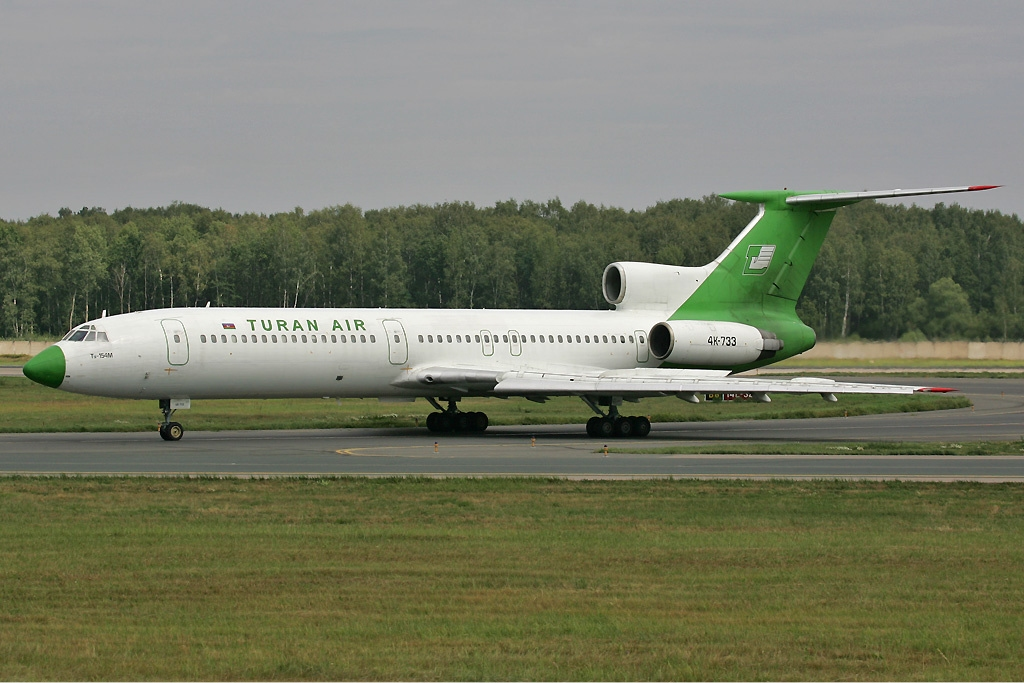
В 2007 году
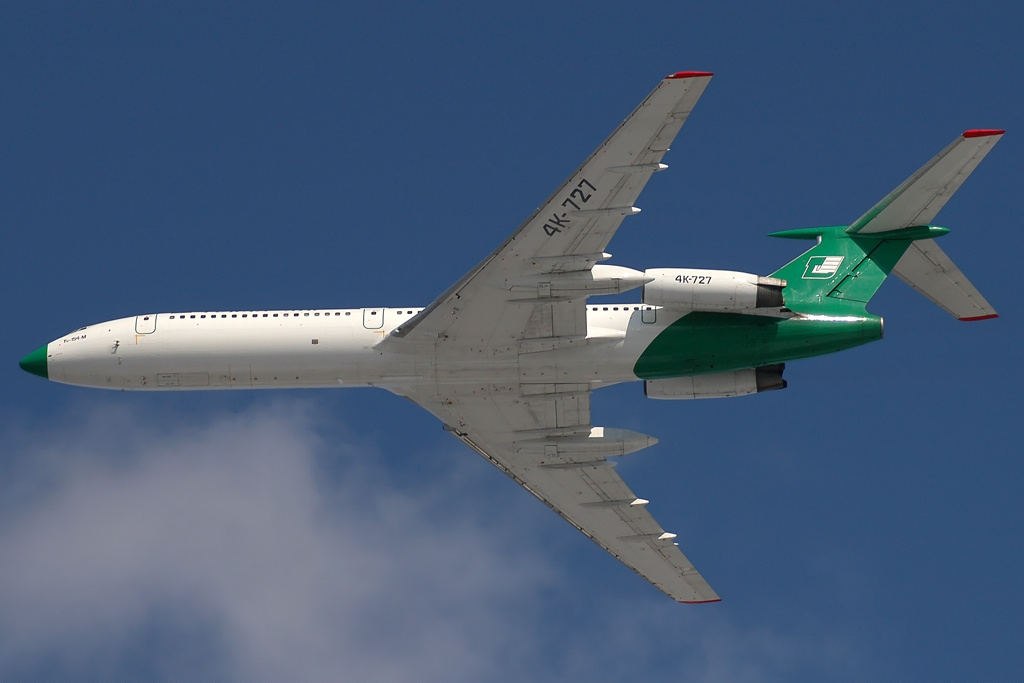
В 2009 году
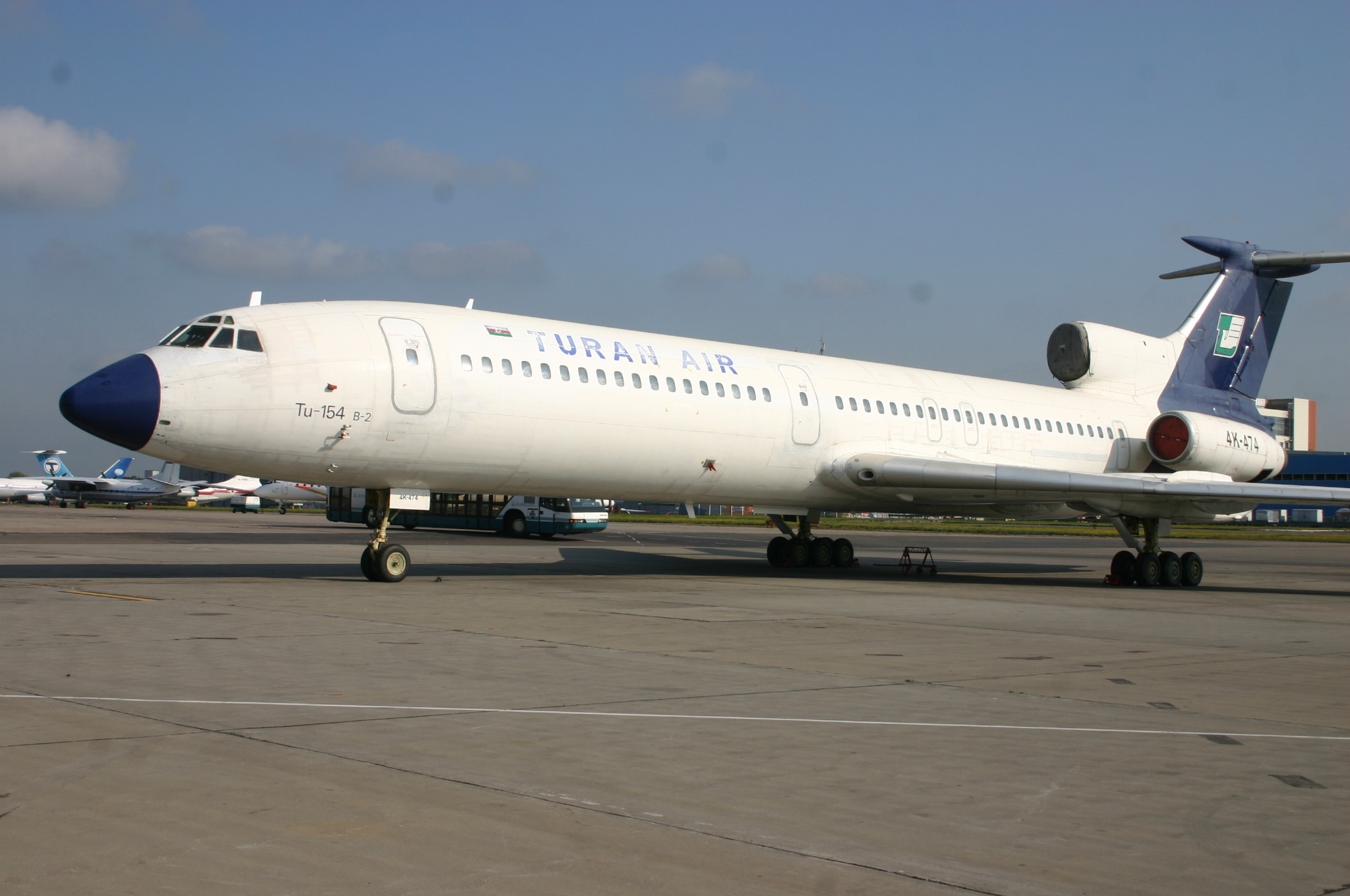
В 2012 году, в цветах, доставшихся от авиакомпании Malev Hungarian Airlines